# Лисиціан Карина Павлівна
Карина Павлівна Лисиціан (вірм. Կարինե Լիսիցյան; нар. 28 жовтня 1938, Єреван, Вірменська РСР) — радянська, російська та вірменська співачка, музичний педагог. Народна артистка Вірменської РСР (1987), заслужена артистка Росії (1997), професор.

## Біографія
Народилася у вірменській родині Павла Герасимовича і Дагмари Олександрівни (сестри відомої радянської співачки Зари Долуханової) Лисиціанів. Закінчила Центральну музичну школу при Московській державній консерваторії по класу фортепіано, потім Музично-педагогічний інститут імені Гнесіних по класу камерного співу. З 1965 року була солісткою ансамблю старовинної музики «Мадригал», потім протягом багатьох років виконавицею камерного репертуару в дуеті зі своєю сестрою Рузанною Лисиціан. Їх вокальний дует отримав широке визнання в СРСР, виступав з гастролями в багатьох країнах світу. Його відрізняло постійне поповнення репертуару, який до початку 1990-х років налічував понад п'ятсот творів різних епох, жанрів і стилів.
З 1990 року Карина Лисиціан викладає в Російській Академії Театрального Мистецтва, де вела спочатку клас вокального ансамблю, а потім клас академічного співу. Разом з Рузанною і Рубеном Лисиціанами створила благодійний фонд імені П. Лисиціана, в рамках діяльності якого організовує численні концерти, майстер-класи, творчі семінари.
Карина Лисиціан — вдова відомого російського державного і громадського діяча Олександра Владиславлєва (1936-2017).